# Kosmów (województwo wielkopolskie)
Kosmów – wieś w województwie wielkopolskim, w powiecie kaliskim, w gminie Ceków-Kolonia, 17 km na północ od Kalisza; kościół (1691). 
W latach 1975–1998 miejscowość administracyjnie należała do województwa kaliskiego. 
W 1805 w Kosmowie urodził się Stefan Garczyński.